# O tänk, att snart ingår
O tänk att snart ingår är en frikyrklig psalmsång av psalmförfattaren Carl Lundgren (1836-1892). Den har fyra 4-radiga verser och rubiceras som en så kallad hemlandssång. Det innebär att sången handlar om det härliga eviga liv, som väntar den troende människan efter döden, då människan äntligen efter det fysiska livet kommer hem till Gud. Psalmetexten finns medtagen i Hjärtesånger 1895 och föregås av bibelcitatet Den rättfärdiges förbidan blifver glädje. ur Ordspråksboken 10:28.

## Publicerad i
- Hjärtesånger 1895 som nr 161 under rubriken "Hemlandssånger"